# Манчестер-Сентер (Вермонт)
Манчестер-Сентер (англ. Manchester Center) — переписна місцевість (CDP) в США, в окрузі Беннінґтон штату Вермонт. Населення — 2145 осіб (2020).

## Географія
Манчестер-Сентер розташований за координатами 43°11′18″ пн. ш. 73°2′7″ зх. д. / 43.18833° пн. ш. 73.03528° зх. д. (43.188399, -73.035178).  За даними Бюро перепису населення США в 2010 році переписна місцевість мала площу 11,74 км², з яких 11,70 км² — суходіл та 0,04 км² — водойми.

## Демографія
Згідно з переписом 2010 року, у переписній місцевості мешкало 2120 осіб у 985 домогосподарствах у складі 564 родин. Густота населення становила 181 особа/км².  Було 1261 помешкання (107/км²).
Расовий склад населення:
| - 95,9 % — білих - 2,2 % — чорних або афроамериканців - 0,7 % — азіатів - 0,4 % — корінних американців |

До двох чи більше рас належало 0,6 %. Частка іспаномовних становила 1,7 % від усіх жителів.
За віковим діапазоном населення розподілялося таким чином: 21,4 % — особи молодші 18 років, 60,9 % — особи у віці 18—64 років, 17,7 % — особи у віці 65 років та старші. Медіана віку мешканця становила 45,6 року. На 100 осіб жіночої статі у переписній місцевості припадало 90,3 чоловіків;  на 100 жінок у віці від 18 років та старших — 87,1 чоловіків також старших 18 років.
Середній дохід на одне домашнє господарство  становив 65 737 доларів США (медіана — 46 667), а середній дохід на одну сім'ю — 74 461 долар (медіана — 49 199). Медіана доходів становила 30 433 долари для чоловіків та 37 434 долари для жінок. За межею бідності перебувало 7,0 % осіб, у тому числі 0,7 % дітей у віці до 18 років та 15,2 % осіб у віці 65 років та старших.
Цивільне працевлаштоване населення становило 1050 осіб. Основні галузі зайнятості: мистецтво, розваги та відпочинок — 20,6 %, роздрібна торгівля — 16,8 %, науковці, спеціалісти, менеджери — 13,5 %, освіта, охорона здоров'я та соціальна допомога — 12,2 %.